# Ajay Kumar Saroj
Ajay Kumar Saroj (* 1. Mai 1997 in Allahabad, Uttar Pradesh) ist ein indischer Leichtathlet, der sich auf den Mittelstreckenlauf spezialisiert hat. 2017 und 2023 wurde er Asienmeister über 1500 Meter und 2017 siegte er über diese Distanz bei den Asian Indoor & Martial Arts Games.

## Sportliche Laufbahn
Erste internationale Erfahrungen sammelte Ajay Kumar Saroj bei den Jugendasienspielen 2013 in Nanjing, bei denen er in 4:05,76 min die Bronzemedaille im 1500-Meter-Lauf gewann. Im Jahr darauf nahm er an den Olympischen Jugendspielen ebendort teil und wurde mit 3:46,92 min Fünfter. 2016 belegte er bei den Hallenasienmeisterschaften in Doha in 3:47,26 min Rang fünf und siegte anschließend in 3:57,55 min bei den Juniorenasienmeisterschaften in der Ho-Chi-Minh-Stadt. Damit qualifizierte er sich für die U20-Weltmeisterschaften in Bydgoszcz, bei denen er in 3:49,52 min Fünfter wurde. Zudem siegte er in diesem Jahr bei den Südasienspielen in Guwahati in 3:53,46 min über 1500 Meter und gewann im 800-Meter-Lauf in 1:52,04 min die Bronzemedaille hinter dem Sri-Lanker Indunil Herath und Muhammad Ikram aus Pakistan. 2017 siegte er in 3:45,85 min bei den Asienmeisterschaften in Bhubaneswar sowie bei den Asian Indoor & Martial Arts Games in Aşgabat in 3:48,67 min. Zwei Jahre später musste er sich bei den Asienmeisterschaften in Doha nach 3:43,18 min nur dem Bahrainer Abraham Rotich geschlagen geben. Anfang Dezember siegte er bei den Südasienspielen in Kathmandu in 3:54,18 min. 2023 siegte er in 3:41,51 min erneut über 1500 Meter bei den Asienmeisterschaften in Bangkok. Im August schied er bei den Weltmeisterschaften in Budapest mit 3:38,24 min in der ersten Runde aus und im Oktober gewann er bei den Asienspielen in Hangzhou in 3:38,94 min die Silbermedaille hinter dem Katarer Mohamad al-Garni. Im Jahr darauf belegte er bei den Hallenasienmeisterschaften in Teheran in 3:52,56 min den sechsten Platz.
In den Jahren 2015, 2018 und 2019 sowie 2021 und 2022 wurde Kumar Saroya indischer Meister im 1500-Meter-Lauf sowie 2015 auch über 800 Meter.

## Persönliche Bestzeiten
- 800 Meter: 1:49,05 min, 28. September 2017 in Chennai
- 1500 Meter: 3:39,19 min, 4. Juni 2023 in Gresham
  - 1500 Meter (Halle): 3:47,26 min, 20. Februar 2016 in Doha